# Comédia-balé

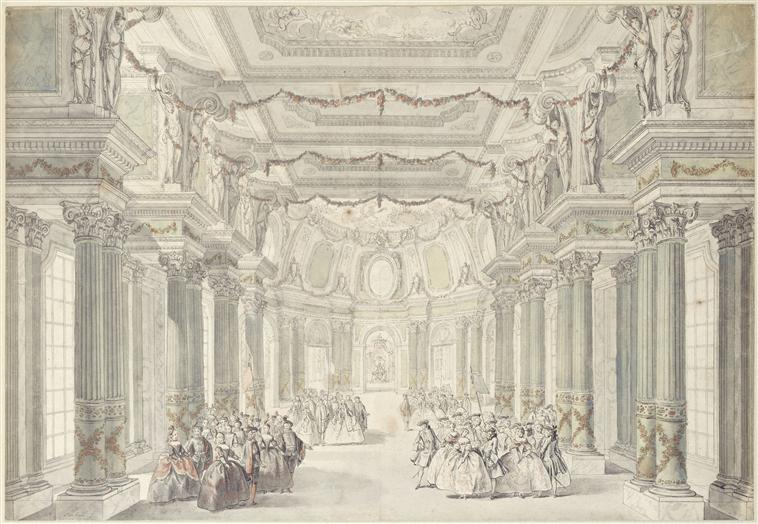
Representação de comédia-balé por Charles Nicolas em 1745

A comédia-balé foi um gênero dramático, musical e coreográfico, criado por Jean Baptiste Lully, Molière, em 1661. Neste ano, o Rei Luis XIV chegou ao poder e ofereceu o Palais Royal a Molière e sua troupe, que se tornaram a “companhia de atores oficiais do Rei”. 
Desta forma, Molière começou a colaborar com Jean-Baptiste Lully e Charles-Louis-Pierre de Beauchamps. Este, teve um papel decisivo na elaboração e codificação da técnica da dança clássica, definindo as cinco posições básicas do balé. Foi professor de dança do Rei, e logo se tornou “compositor dos balés de Sua Majestade”. Juntos criaram a comédia-balé, inserindo o rigor e a perfeição da técnica da dança clássica numa ação dramática que exprime os sentimentos humanos. Após a ruptura com Molière em 1671, Lully foi substituído por Marc-Antoine Charpentier.
Entre as vinte e oito obras conhecidas de Molière, doze são comédias-balé, que tratam da vida cotidiana, tendo como tema central, o casamento. Entretanto, o gênero desapareceu após a morte dele.

## Lista de comédias-balé
- Les Fâcheux (1661)
- Le Marriage force (1664)
- La Princesse d’Elide (1664)
- L’Amour médecin (1665)
- Pastorale comique (1667)
- George Dandin (1668)
- Monsieur de Pourceaugnac (1669)
- Les Amants magnifiques (1670)
- Le Burgeois gentilhomme (1670)
- La Comtesse d’Escarbagnac (1671)
- Psyché (1671)
- La Malade imaginaire (1673)